# بيتر كوستا
بيتر كوستا (5 أغسطس 1984 بغوا في الهند - ) هو لاعب كرة قدم هندي في مركز الدفاع. لعب مع مومباي سيتي ونادي سالغاوكار ونادي مومباي لكرة القدم.

## روابط خارجية
- بيتر كوستا على موقع قاعدة بيانات كرة القدم.إي يو (الإنجليزية)
- بيتر كوستا على موقع Soccerway.com (الإنجليزية)